# Badr Boulahroud
Badr Boulahroud (ur. 21 kwietnia 1993 w Rabacie) – marokański piłkarz występujący na pozycji pomocnika.